# Nicolae Giurgea
Nicolae Giurgea (n. 19 iunie 1952, Vulturu, România) este un fost senator român în legislatura 1990-1992 ales în județul Vrancea pe listele partidului FSN. Nicolae Giurgea a fost senator de la data de 18 iunie 1990 până la data de 6 aprilie 1992, când a demisionat. În cadrul activității sale parlamentare, Nicolae Giugea a fost membru în grupurile parlamentare de prietenie cu Republica Libaneză, Regatul Thailanda, Franța, Republica Turcia și Regatul Spaniei.
După alegerile din septembrie 1992, Giurgea a ajuns președinte al Consiliului Județean Vrancea, fiind numit de PDSR.
În 1995 a fost numit prefect de Vrancea.